# Słowo Boże
Słowo Boże / (łac.) Verbum Dei, (gr.) Λογος του Θεου / – termin oznaczający przemawianie Boga do człowieka. W drugim, pochodnym znaczeniu jest synonimem Pisma Świętego.

## Dwa znaczenia
Teologia chrześcijańska interpretuje Słowo Boże bardziej jako wydarzenie, objawienie się Boga ludziom, dialog, który z nimi prowadzi jak z przyjaciółmi niż jako zestaw samych prawd intelektualnych o Bogu. W tym znaczeniu Słowo Boże jest wydarzeniem zbawczym: jeśli przyjmuje się z wiarą Słowo Chrystusa mówiącego, osiąga się zbawienie, bo sercem przyjęta wiara prowadzi do sprawiedliwości, a rodzi się z tego, co się słyszy, tym zaś co się słyszy jest słowo Chrystusa (Rz 10, 10 i 17).
W drugim, bardziej potocznym znaczeniu, jest używane zamiennie z Pismem Świętym, napisanym pod natchnieniem Ducha Świętego, przez proroków i natchnionych pisarzy.
Jak zwrócił uwagę Louis Bouyer, w starożytności rabini i idący za ich przykładem chrześcijańscy teologowie, zwłaszcza ze Szkoły aleksandryjskiej, nie zdając sobie z tego sprawy, wynaturzali rozumienie Słowa Bożego, redukując je do zbioru wypowiedzi, podlegających komentowaniu, analizowaniu i syntezie. Nie znaczy to, według francuskiego teologa, że próby wydobycia ze Słowa, w możliwie najprostszy sposób, idei i wydarzeń są same w sobie błędne. Bóg je wykorzystuje przemawiając, jak człowiek korzysta z głosu. Istotne jest dostrzeżenie, że Słowo Boże przewyższa i przekracza zarówno idee, jak i fakty, przez które staje się obecne w życiu ludzi. Bóg porozumiewa się z ludźmi za ich pośrednictwem – za pomocą pojęć i zdarzeń oraz w pojęciach i zdarzeniach. Niedostrzeganie tego prowadzi do zniszczenia zarówno znaczenia, jak i całej konkretnej, historycznej rzeczywistości Słowa Bożego.

## W katolicyzmie
Według nauki Kościoła katolickiego, Kościołowi zostało powierzone przekazywanie i interpretowanie Objawienia-Słowa Bożego. Czyni to przez liturgię i katechezy, niebędące jedynie intelektualnym pouczaniem o, lecz uobecnianiem Słowa Bożego czyli samego Chrystusa, który przychodzi ze swym zbawieniem.  Wiernych zachęca się też do samodzielnego wchodzenia w relację ze zbawczym Słowem Bożym poprzez modlitewne czytanie Pisma Świętego w łączności z Kościołem i jego nauczaniem.

### Sobór watykański II
Sobór watykański II (1962–1965) odnowił rozumienie znaczenia słowa Bożego w życiu Kościoła i chrześcijan. W jednym z czterech głównych dokumentów Soboru, dogmatycznej konstytucji apostolskiej Dei Verbum, Ojcowie Soboru wyrazili nadzieję, że Słowo Boże okaże się dla Kościoła źródłem nowej gorliwości duchowej: 

Jak dzięki częstemu sprawowaniu tajemnicy Eucharystii wzrasta życie Kościoła, tak wzmożona cześć dla Bożego słowa, które „trwa na wieki” (Iz 40,8; 1P 1,23-25), przyniesie – jak wolno ufać – życiu duchowemu nowy zapał /Dei Verbum 26/.

Sobór podkreślił też konieczność zachowania równowagi między Pismem świętym a Tradycją Kościoła w przekazywaniu słowa Bożego nowym pokoleniom chrześcijan. Zwrócił też uwagę, że jako wydarzenie objawiającego się Boga, jest ono czymś uprzednim względem słowa pisanego Biblii. Tradycja zaś, dzięki pomocy Ducha Świętego, przekazuje w sposób żywy i wierny to słowo we wspólnotach Kościoła kontynuujących swą misję po zakończeniu objawienia apostolskiego. Pismo święte i Tradycja, stanowią razem nierozerwalną jedność w służbie żywemu słowu Bożemu:

Albowiem Pismo święte jest słowem Boga utrwalonym na piśmie pod natchnieniem Ducha Bożego; święta zaś Tradycja słowo Boga powierzone Apostołom przez Chrystusa Pana i Ducha Świętego przekazuje w całości następcom Apostołów, aby w swoim przepowiadaniu oświecani Duchem prawdy wiernie go strzegli, ukazywali je i szerzyli. (...) Święta Tradycja i Pismo święte stanowią powierzony Kościołowi jeden święty depozyt słowa Bożego, na którym opierając się, cały lud święty zjednoczony wokół swoich pasterzy trwa nieustannie w nauce Apostołów, we wspólnocie, w łamaniu chleba i modlitwie (por. Dz 2,42) /Dei Verbum 9-10/.

Konstytucja podkreśliła też, że interpretacja spisanego słowa Bożego, czyli Biblii, jak również „przekazanego w Tradycji”, została powierzona „samemu tylko żywemu Magisterium Kościoła” (Dei Verbum 10).

## W protestantyzmie
Treść tej sekcji może nie być zgodna z zasadami neutralnego punktu widzenia.
Dokładniejsze informacje o tym, co należy poprawić, być może znajdują się w dyskusji tej sekcji.
 Po wyeliminowaniu niedoskonałości należy usunąć szablon [[Szablon:Dopracować|]] z tej sekcji.
Protestantyzm mocno podkreślił rolę Słowa Bożego w życiu chrześcijańskim. Jednym z haseł reformatorów było zawołanie sola scriptura. Jak zauważył Louis Bouyer, podejście protestantyzmu uległo deformacji, pod wpływem postawy wobec Słowa istniejącej w chrześcijaństwie od dawna, polegającej na tym, że teologowie dążyli do przedstawiania i pojmowania Bożego Słowa na wzór formuł wyznań wiary. Zapoznano rozumienie Słowa jako wydarzenia spotkania Boga z ludźmi, nawiązania przez Boga więzi, przymierza. Tak jakby Bóg posługiwał się Słowem tylko po to, aby przekazywać naukę. Aleksandryjczycy, Żydzi i chrześcijanie, od Filona do Orygenesa, umocnili to zniekształcone podejście pod wpływem swego ideału encyklopedycznego intelektualizmu. 

Humanizm książkowy większości protestanckich reformatorów, profesjonalny jurydyzm Kalwina, scholastyka reformacyjna czy luterańska z XVII wieku, która dodatkowo pogorszyła w tym względzie scholastykę schyłku średniowiecza, doprowadzi do tego, że religia Słowa nie dość, że stanie się religią Księgi, ale religią Księgi, która będzie przedstawiana jako dzieło transcendentnego magisterium, które musi być komentowane przez mistrzów szkolnych.

### Karl Barth
Refleksja Karla Bartha, jednego z najbardziej znaczących autorów nurtu kalwińskiego, który odnowił teologię protestancką w XX w., jest określana jako teologia Słowa Bożego. Słowo Boże Barth rozumiał jako źródło poznania Boga. Poznanie to dokonuje się przez wiarę, która jest pełnym zaufania i zawierzenia, przylgnięciem do Boga. Podkreślał, że to Bóg jest tym który wychodzi do człowieka. Jest tym, do którego należy inicjatywa. Poznanie jest więc wynikiem więzi, którą sam Bóg ustanawia między Sobą a człowiekiem, mającym postawę słuchania. Barth bronił także Starego Testamentu przed interpretacjami liberalnej teologii protestanckiej. Przeciwstawił się swym liberalnym profesorom, m.in. Adolfowi Harnackowi oraz twierdzeniom Szkoły religii, które pozbawiały Stary Testament jego charakteru objawionego, redukując go do, mniej lub bardziej, naturalnej, ludzkiej religijności Izraela.

## U Świadków Jehowy
Świadkowie Jehowy uważają Biblię za spisane wypowiedzi Jehowy Boga (Słowo Boże), w których objawia on swoją wolę. Uważają, że jedynym autorem Biblii jest Bóg, który kierował pisarzami biblijnymi, żeby zapisali Jego myśli. Uważają też, że wszelkie wierzenia i praktyki religijne chrześcijan powinny być oparte na Piśmie Świętym; nie mogą być one wytworem ludzkiego umysłu, opierać się na tradycji sprzecznej z Biblią lub na ludzkiej filozofii. Są zachęcani do codziennego czytania i studiowania Słowa Bożego, aby w każdej dziedzinie życia móc korzystać z rad biblijnych.